# Élections législatives mauriciennes de 1991

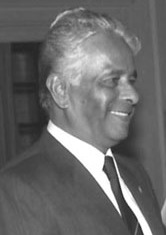
Premier ministre mauricien, M. Anerood Jugannath, saluant le ministre des Finances de l’Union, le Dr Manmohan Singh, lors du dîner offert en son honneur par le Premier ministre Shri P. V. Narasimha, New Delhi, le 24 juillet 1991.

Les élections législatives mauriciennes de 1991 sont une élection législative à Maurice le 15 septembre 1991. L'alliance entre mouvement socialiste militant (MSM) et mouvement militant mauricien (MMM) remportent 57 des 60 sièges mis en jeu par scrutin. 